# Campeonato Europeu Júnior de Natação de 1971
O Campeonato Europeu Júnior de Natação de 1971 foi a 3ª edição do evento organizado pela Liga Europeia de Natação (LEN). A competição foi realizada entre os dias 12 e 15 de agosto de 1971 em Roterdão nos Países Baixos. Foi realizado um total de 24 provas, sendo 20 de natação e quatro de saltos ornamentais, tendo como estreia a prova da plataforma 10 m individual nos saltos ornamentais. Teve como destaque a Alemanha Oriental com sete medalhas de ouro. 

## Participantes
- Natação: Nadadores que não tinham mais de 15 anos em 1971. Nascidos não antes de 1956.
- Saltos Ornamentais: Saltadores que não tinham mais de 16 anos em 1971. Nascidos não antes de 1955.

## Medalhistas

### Natação
Os resultados foram os seguintes. 
Masculino
| Evento          | Ouro                              | Ouro    | Prata                        | Prata   | Bronze                           | Bronze  |
| 100 m Livre     | Hungria · András Hargitay         | 55.8    | França · Pierre Caland       | 56.7    | Alemanha Oriental · Roger Pyttel | 57.0    |
| 400 m Livre     | Hungria · András Hargitay         | 4:15.2  | União Soviética · Vereitinov | 4:19.8  | Alemanha Oriental · Baumbach     | 4:20.3  |
| 1500 m Livre    | Países Baixos · René Van Der Kuil | 17:16.3 | Alemanha Ocidental · Obmann  | 17:20.0 | Suécia · I. Andersson            | 17:23.5 |
| 100 m Costas    | Alemanha Oriental · Lutz Wanja    | 1:02.9  | União Soviética · Perov      | 1:03.5  | União Soviética · Federovich     | 1:03.7  |
| 200 m Costas    | Alemanha Oriental · Lutz Wanja    | 2:15.2  | União Soviética · Perov      | 2:16.6  | União Soviética · Federovich     | 2:17.4  |
| 100 m Peito     | União Soviética · Ananyev         | 1:10.7  | União Soviética · Youzaitis  | 1:11.0  | Hungria · András Hargitay        | 1:11.0  |
| 200 m Peito     | Hungria · András Hargitay         | 2:33.3  | União Soviética · Shangin    | 2:36.6  | União Soviética · Ananyev        | 2:37.0  |
| 100 m Borboleta | Hungria · András Hargitay         | 58.7    | Alemanha Oriental · Apel     | 58.9    | Alemanha Oriental · Ehlers       | 1:01.2  |
| 200 m Borboleta | Hungria · András Hargitay         | 2:08.1  | Alemanha Oriental · Apel     | 2:13.1  | Hungria · Sos                    | 2:17.7  |
| 200 m Medley    | Hungria · András Hargitay         | 2:14.1  | Hungria · Verraszto          | 2:20.5  | Alemanha Oriental · Kalkbrenner  | 2:23.0  |

Feminino
| Evento          | Ouro                                 | Ouro   | Prata                                | Prata  | Bronze                       | Bronze |
| 100 m Livre     | Países Baixos · Anke Rijnders        | 1:00.4 | Países Baixos · Hansje Bunschoten    | 1:01.9 | Reino Unido · Allardice      | 1:02.7 |
| 400 m Livre     | Países Baixos · Hansje Bunschoten    | 4:31.7 | Países Baixos · Anke Rijnders        | 4:33.1 | Alemanha Oriental · Feck     | 4:43.7 |
| 800 m Livre     | Países Baixos · Hansje Bunschoten    | 9:26.0 | Países Baixos · Astrid Verver        | 9:33.0 | Alemanha Oriental · Feck     | 9:38.2 |
| 100 m Costas    | Países Baixos · Josien Elzerman      | 1:09.4 | Alemanha Oriental · Susanne Hilger   | 1:09.6 | Alemanha Oriental · Fischer  | 1:11.3 |
| 200 m Costas    | Alemanha Oriental · Susanne Hilger   | 2:27.6 | Países Baixos · Josien Elzerman      | 2:28.0 | Alemanha Oriental · Mertz    | 2:32.2 |
| 100 m Peito     | Alemanha Ocidental · Siewert         | 1:19.1 | Alemanha Oriental · Hübner           | 1:19.6 | União Soviética · Dzhlovian  | 1:19.7 |
| 200 m Peito     | Alemanha Oriental · Hannelore Anke   | 2:47.9 | Itália · Patrizia Miserini           | 2:48.2 | Alemanha Ocidental · Siewert | 2:50.1 |
| 100 m Borboleta | Países Baixos · Anke Rijnders        | 1:05.8 | Alemanha Oriental · Rosemarie Kother | 1:08.3 | Suécia · E. Andersson        | 1'08"7 |
| 200 m Borboleta | Alemanha Oriental · Rosemarie Kother | :'25.6 | Checoslováquia · Faitlova            | 2:30.1 | Suécia · E. Andersson        | 2:30.3 |
| 200 m Medley    | Alemanha Oriental · Kornelia Ender   | 2:31.6 | Reino Unido · Banks                  | 2:32.5 | Alemanha Oriental · Mertz    | 2:32.7 |

### Saltos ornamentais
Masculino
| Evento                     | Ouro                              | Ouro   | Prata                                | Prata  | Bronze                               | Bronze |
| Trampolim 3 m individual   | Alemanha Oriental · Frank Taubert | 309.81 | Itália · Paolo Nicoletti             | 282.27 | União Soviética · David Ambartsumian | 277.44 |
| Plataforma 10 m individual | Áustria · Nikola Stajkovic        | 254.68 | União Soviética · David Ambartsumian | 247.11 | União Soviética · Sandgiev           | 240.75 |

Feminino
| Evento                     | Ouro                  | Ouro   | Prata                            | Prata  | Bronze                          | Bronze |
| Trampolim 3 m individual   | Suécia · Ulrika Knape | 303.45 | Alemanha Oriental · Karin Guthke | 291.54 | União Soviética · Blinova       | 284.91 |
| Plataforma 10 m individual | Suécia · Ulrika Knape | 243.24 | Alemanha Oriental · Tunger       | 224.70 | Reino Unido · Beverley Williams | 217.65 |

## Quadro de medalhas
| Ordem | País               | Medalha de ouro | Medalha de prata | Medalha de bronze | Total |
| ----- | ------------------ | --------------- | ---------------- | ----------------- | ----- |
| 1     | Alemanha Oriental  | 7               | 7                | 9                 | 21    |
| 2     | Países Baixos      | 6               | 4                | 0                 | 12    |
| 3     | Hungria            | 6               | 1                | 2                 | 9     |
| 4     | Suécia             | 2               | 0                | 3                 | 5     |
| 5     | União Soviética    | 1               | 6                | 7                 | 14    |
| 6     | Alemanha Ocidental | 1               | 1                | 1                 | 3     |
| 7     | Áustria            | 1               | 0                | 0                 | 1     |
| 8     | Itália             | 0               | 2                | 0                 | 2     |
| 9     | Reino Unido        | 0               | 1                | 2                 | 3     |
| 10    | Checoslováquia     | 0               | 1                | 0                 | 1     |
| 10    | França             | 0               | 1                | 0                 | 1     |
| Total | Total              | 24              | 24               | 24                | 72    |

Legenda
| Recorde mundial       | Recorde mundial (World record)               |                       | Recorde africano                      | Recorde africano (African) |                                           | Q | Classificado por posição (Qualified) |
| Recorde do campeonato | Recorde do campeonato (Championship record)  | Recorde da América    | Recorde da América (Americas)         | q                          | Classificado por melhor tempo (Qualified) |   |                                      |
| Melhor marca do ano   | Melhor marca do ano (World leading)          | Recorde asiático      | Recorde asiático (Asian)              | DNS                        | Não largou (Did not start)                |   |                                      |
| Recorde nacional      | Recorde nacional (National record)           | Recorde europeu       | Recorde europeu (European)            | DNF                        | Não terminou (Did not finish)             |   |                                      |
| Recorde pessoal       | Recorde pessoal do atleta (Personal best)    | Recorde da Oceania    | Recorde da Oceania (Oceania)          | DSQ / DQ                   | Desclassificado (Disqualified)            |   |                                      |
| Recorde da temporada  | Recorde da temporada do atleta (Season best) | Recorde sul-americano | Recorde sul-americano (South America) | NM                         | Sem marca (No mark)                       |   |                                      |